# کولاگه
کولاگه، روستایی از توابع بخش زاغه شهرستان خرم‌آباد در استان لرستان ایران است.

## جمعیت
این روستا در دهستان زاغه قرار دارد و براساس سرشماری مرکز آمار ایران در سال ۱۳۸۵، جمعیت آن ۴۴ نفر (۱۰خانوار) بوده است.
این روستای سرسبز و پرآب در کیلومتر۲۱ در کنار جاده اصلی خرم‌آباد به بروجرد قرار دارد و شامل دو قسمت است. بخش کوچکتر که در کنار جاده قرار دارد و بخش بزرگتر که در آن سوی رودخانه قرار دارد. ساکنان روستا از ایل سکوند هستند. بخش کنار جاده روستا، دارای درختان چنار تناور و کهنی است که چشمه ای با آبی زلال در پای آن جریان دارد. ساکنان روستا از آب رودخانه برای آبیاری زمینهای کشاورزی استفاده می‌کنند و به تناوب محصولاتی چون گندم، جو، برنج، عدس، نخود، صیفی جات و … کشت می‌شود. این روستا برای به عمل آمدن درختان میوه و گردو و دامپروری مناسب است. در این روستا یکی از بزرگان طایفه ساکی به نام آقای صیدوالی قدمی (متولد ۱۳۰۴ خورشیدی) زندگی می‌کند.